# Menkib
Menkib eller Xi Persei (ξ Persei, förkortat Xi Per, ξ Per) som är stjärnans Bayerbeteckning, är en superjättestjärna belägen i den södra delen av stjärnbilden Perseus. Den har en skenbar magnitud på 4,04 och är synlig för blotta ögat. Baserat på parallaxmätning inom Hipparcosuppdraget på ca 2,6 mas, beräknas den befinna sig på ett avstånd av ca 1 200 ljusår (ca 380 parsek) från solen.

## Nomenklatur
Xi Persei har det traditionella namnet Menkib, Menchib, Menkhib eller Al Mankib, från Mankib al Thurayya (arabiska för av "Plejadernas skuldra"). År 2016 organiserade Internationella astronomiska unionen en arbetsgrupp för stjärnnamn (WGSN) med syfte att katalogisera och standardisera riktiga namn för stjärnor. WGSN fastställde namnet Menkib för denna stjärna den 12 september 2016 vilket nu är inskrivet i IAU:s Catalog of Star Names. 

## Egenskaper
Menkib är en blå superjättestjärna av spektralklass O7.5III (n) ((f)). Den har massa som är ca 30 gånger större än solens massa, en radie som är ca 14 gånger större än solens och utsänder från sin fotosfär, inklusive den ultravioletta strålningen som härstammar från Menkib, ca 230 000 gånger mer energi än solen vid en effektiv temperatur på ca 35 000 K. Detta gör den till en av de hetaste stjärnorna som kan ses med blotta ögat. Fluorescensen från California Nebula (NGC 1499) beror på den här stjärnans gigantiska strålning.